# John Marsden
John Marsden (Vitória, 27 de setembro de 1950 – 18 de dezembro de 2024) foi um escritor australiano, professor e diretor de escola. Marsden teve suas obras traduzidas para onze línguas e é um dos escritores mais aclamados da Austrália. É o autor da série Amanhã.

## Biografia
Marsden nasceu no estado de Vitória, Austrália, e passou o início de sua vida em Kyneton (Vitória), Devonport (Tasmânia) e Sydney. Aos 28 anos, depois de trabalhar em vários empregos, Marsden começou um curso de licenciatura. Enquanto trabalhava como professor, Marsden começou a escrever para crianças e fez seu primeiro livroː So Much to Tell You, publicado em 1987. Desde então, ele escreveu ou editou mais de 40 livros e vendeu mais de 5 milhões de livros em todo o mundo. Em 2006, Marsden começou uma escola alternativa, a Escola Candlebark. Desde então tem reduzido a escrita para dar enfoque no ensino e gerir a escola.
Marsden foi aceito na Universidade de Sydney para estudar Direito e Artes, e foi para a universidade apesar de estar confuso sobre o que ele queria fazer. Por não gostar de direito, ele saiu. Depois de abandonar a Universidade, Marsden ficou deprimido e atribui essa depressão, em parte, à sua incapacidade para encontrar um emprego que lhe convinha. Como a sua depressão piorou em pensamentos suicidas, Marsden começou a ver um psiquiatra, seu psiquiatra então, o indicou para um hospital psiquiátrico após o diagnóstico de depressão.
Ele teve suas obras traduzidas para onze línguas, incluindo norueguês, francês, alemão, sueco, holandês, dinamarquês, italiano, polonês. português e espanhol. Uma das características marcantes dos livros dele no Brasil, são suas capas em arte desenhada, que se aproximam mais do público jovem, diferindo das capas no exterior que focam mais na ação da trama.
Em 2014, Lyndon Terracini anunciou que a Opera Australia encomendou para Kate Miller-Heidke escrever uma ópera baseada no livro de Marsdenː The Rabbits, essa a ser realizada em 2015.

## Morte
Marsden morreu no dia 18 de dezembro de 2024, aos 74 anos.

## Prêmios e Comendas
Marsden ganhou todos os principais prêmios na Austrália, de ficção para jovens, incluindo o que Marsden descreve como um dos destaques de sua carreira, o prêmio de contribuições para a publicação australiana Lloyd O'Neil, de 2006. Este prêmio significa que Marsden é um dos únicos cinco autores honrados por serviços à indústria do livro australiana. John Marsden, também foi nomeado para o Astrid Lindgren Memorial Award em 2008, o maior prêmio do mundo em literatura infantojuvenil e o segundo maior prémio de literatura do mundo.
Internacionalmente, ele foi duas vezes nomeado entre os Melhores Livros do Ano pelo American Library Association e depois pela Publishers Weekly (EUA), ganhou o Grande Prémio do Júri como o Mais Popular Escritor para Adolescentes da Áustria, e ganhou o cobiçado Buxtehude Bull, na Alemanha. 
Em 1996, ele foi chamado de "o mais popular autor da Austrália, de hoje, em qualquer campo literário" pelo The Australian. Em 1997, os leitores australianos votaram em três de seus livros para os "100 livros mais amados de todos os tempos da Austrália".

## Obras

### Série Tomorrow (Amanhã, no Brasil)
1. Tomorrow, When the War Began (1993) Amanhã, quando a Guerra Começou (Editora Fundamento, 2008)
2. The Dead of the Night (1994) O Silêncio da Noite (Editora Fundamento, 2009)
3. The Third Day, the Frost (1995) No Terceiro Dia, a Geada (Editora Fundamento, 2009)
4. Darkness, Be My Friend (1996) Escuridão, Seja Minha Amiga (Editora Fundamento, 2009)
5. Burning for Revenge (1997) Vingança Em Chamas (Editora Fundamento, 2010)
6. The Night is for Hunting (1998) Quem Tem Medo da Noite? (Editora Fundamento, 2010)
7. The Other Side of Dawn (1999) O Outro Lado do Amanhecer (Editora Fundamento, 2011)

### The Ellie Chronicles
- While I Live	(2003)
- Incurable	(2005)
- Circle of Flight (2006)

### Outros
- So Much to Tell You (1987)
- Letters from the Inside (1991)
- Checkers (1996)
- The Rabbits (1998)
- Winter (2000)
- Home and Away (2008)
- South of Darkness (2014)
- The Art of Growing Up	(2019)